# Mirosław Chodakowski
Aartsbisschop Miron, geboren als Mirosław Chodakowski (Białystok, 21 oktober 1957 - Smolensk, 10 april 2010) was een Poolse orthodoxe aartsbisschop, doctor in de theologie en orthodoxe bisschop van het Pools-orthodox Militair Ordinariaat.
Hij ging in 1972 in Warschau naar het Orthodoxe seminarie van de Heilige Geest. Hij werd op 17 december 1978 gewijd. Later studeerde hij aan de Christelijke Theologische Academie in Warschau.
In 1998 werd hij hulpbisschop van het bisdom Warschau-bielska en in hetzelfde jaar werd hij de belangrijkste orthodoxe priester van het Poolse leger. Op 5 februari 1999 ontving hij de gouden medaille van verdienste voor nationale defensie. Hij werd door de Poolse president Aleksander Kwaśniewski bevorderd tot brigadegeneraal.
Chodakowski kwam om het leven bij de vliegramp bij Smolensk waarbij een Pools regeringsvliegtuig nabij de luchthaven van het Russische Smolensk neerstortte. Postuum werd hij door Bronisław Komorowski bevorderd tot generaal-majoor en benoemd tot Commandeur in de Orde Polonia Restituta.